# فرماندار کل هند شرقی هلند
فرماندار کل هند شرقی هلند (هلندی: Gouverneur-generaal van Nederlands Indië)نماینده حکومت هلند در هند شرقی هلند بین سالهای ۱۶۱۰ تا به رسمیت شناختن استقلال اندونزی از سوی هلند در سال ۱۹۴۹ بود.اولین فرمانداران کل توسط شرکت هند شرقی هلند (VOC) منصوب شدند. پس از اینکه شرکت هند شرقی هلند VOC به طور رسمی در سال ۱۸۰۰ منحل شد ، متصرفات  شرکت هند شرقی هلند VOC تحت مالکیت دولت هلند قرار گرفت و به عنوان هند شرقی هلند ، مستعمره ملی هلند شد. فرمانداران کل اکنون توسط پادشاه هلند یا دولت هلند منصوب می شدند. در دوره اخیر بیشتر فرمانداران کل هلندی های خارج از کشور بودند ، در حالی که در اوایل دوره شرکت هند شرقی هلند  VOC بیشتر فرمانداران کل تبدیل به شهرک نشینانی شدند که در هند شرقی می ماندند و در آن درمی گذشتند.
در دوره کنترل انگلیس (۱۸۱۶-۱۸۱۱) ، مقام معادل وی ،  فرماندار بود ، که مشهورترین ایشان توماس استمفورد رافلز بود. بین سالهای ۱۹۴۲ تا ۱۹۴۵ ، در حالی که هوبرتوس یوهانس ون موک فرماندار کل اسمی بود ، این منطقه تحت کنترل ژاپن بود و توسط دو فرماندار ، در جاوا و سوماترا اداره می شد. پس از ۱۹۴۸ در مذاکرات  استقلال ، مقام معادل آن کمیساریای عالی پادشاهی در هند شرقی هلند لقب گرفت.